# Жаклін Кері
Жаклін А. Кері (1964 , Гайленд-Парк, Іллінойс ) — американська письменниця, що працює, переважно, в жанрі фентезі.

## Життєпис
Жаклін Кері народилася 1964 року в Гайленд-Парку, штат Іллінойс в США, і відвідувала коледж Лейк-Форест, що в північному передмісті Чикаго. У 1986 році отримала освітній ступінь бакалавра психології та англійської літератури. Під час навчання в коледжі вона півроку працювала в книжковому магазині Лондона в рамках програми обміну, де вирішила професійно писати літературні праці. Після повернення почала свою письменницьку кар'єру, працюючи в художньому центрі місцевого коледжу. Через десять років вона досягла успіху з публікацією своєї першої книги в 2001 році. Жаклін Кері живе в західному Мічигані і є членом найстарішого колективу Mardi Gras у штаті. 

## Кар'єра

### Написання
Літературна творчість Жаклін Кері була визнана та висвітлена в Університеті штату Мічиган у їхній серії письменників Мічигану.

## Літературні праці

### Terre D'Ange
Першим романом Жаклін Кері став «Стріла Кушіеля», опублікований Tor Books у 2001 році, і 2002 року вона отримала премію «Локус» за найкращий перший роман. Трилогія «Спадщина Кушіеля», доповнена «Обранець Кушіеля» та «Аватаром Кушіеля», розповідає про історію куртизанки в історичному фентезі або альтернативній історії («Земля Ангелів»), яка поклоняється напівбогу Елуа, гасло діяльності якого: «Люби, як хочеш». Карта Землі Ангелів та «Країни ангелів», надзвичайно схожа на карту Франції. Вигадані версії Греції, Великої Британії, Італії, Німеччини та Іспанії також займають важливе місце в трилогії. Елуа народилася після змішання крові Ієшуа бен Йосефа, сина єдиного Бога, зі сльозами Магдалини в утробі Матері-Землі. Завдяки мирним мандрівкам Елуа та відмові від нього єдиного Бога сім ангелів відкинули Бога, щоб стати супутниками Елуа на Землі. Потім ці ангели та сам Елуа заснували націю та з'єдналися з людьми. Д'Анджеліни — це також люди їхнього походження.
Перша трилогія «Спадщина Кушіеля», починається з історії Федри но Делоне, неповноцінної та небажаної доньки куртизанки, яку продають у рабство. Перша книга трилогії, «Стріла Кушіеля» незабаром буде доповненна новим романом під назвою «Слуга Кассіеля». Головним її персонажем стане Жослен Веррейль — воїн та захисник Федри.
Друга трилогія (у Великій Британії називається «Спадкоємець зради», а в США її часто називають «Трилогія Імріеля») є продовженням сюжету, розпочатого в «Спадщині Кушіеля». Головний герой — Імріель но Монтрев де ла Курсель, третій у черзі на трон Землі Анж і прийомний син Федри но Делоне де Монтрев.
Дія третьої трилогії, чий третій роман «Благословення Наами» вийшов у червні 2011 року, розгортається через століття після обох трилогій від імені головної героїні Мойрін з Магуінн Дона. Муарен — це наполовину Д'Анджелін і наполовину Магуен Донн. Її благословила Наама, а також її діадх-анам, богиня-ведмедиця Магуїн Донн. Після жахливої аварії та відкриття, що її батько, насправді, священник Наами, Муарен відпливає до Землі Анж на пошуки долі, яку передбачила її богиня-ведмедиця. Замість, здавалося б, ясної долі Муарен опиняється в клубку придворних інтриг, скандалу та пристрасті. Метаючись між королевою та її придворним, Муарен має вирішити, який шлях обрати, перш ніж вона стіче кров'ю. Муарен також зустрічає Ло Фенга, священика роду Чін, що живе в сучасному Китаї. Фен навчає нашу героїню п'яти стилям дихання і пропонує перепочинок від її складного придворного життя. Виконуючи свою долю, вона також переслідуватиме Фенга та його молодого учня через ще один океан, де зустріне принцесу, одержима драконом. Це лише перше випробування, яке має пройти Муарін на шляху своєї долі. Через діадх-анам вона дізнається, що її справжнє кохання завжди було поруч. Вона подорожуватиме містами, пустелями та величезними просторами, намагаючись об'єднати їх разом. Під час своїх подорожей вона завжди пам'ятає, що у неї ще є незавершені справи в Землі Анж, перш ніж вона зможе сподіватися знову побачити свою матір.
За словами Publishers Weekly, «тріумф Кері як письменниці полягає в її здатності перетворити ці стандартні — майже стереотипні — компоненти на привабливий, захоплюючий роман».

### Інший
Друга серія фентезі Кері — The Sundering, складається з Banewreaker, опублікованої в 2004 році, та Godslayer, опублікованої в 2005 році. Це історія в дусі "Володаря перснів " Джона Р. Р. Толкіна, але розказана як трагедія з точки зору «темної» сторони.
Третя серія Кері починається з «Санта-Олівії», опублікованої в 2009 році, і завершується її продовженням, "Заблудлі святі " в 2011 році. Через конкурс у Facebook Кері запропонувала шанувальникам вибрати нову назву для продовження «Санта-Олівії», оскільки її видавці не були задоволені робочою назвою. Новий титул Saints Stray був оголошений на її фан-сторінці у Facebook 27 серпня 2010 року.
Перший самостійний роман Кері «Міранда і Калібан» був опублікований у 2017 році. Це переказ "Бурі " Вільяма Шекспіра про доньку Просперо Міранду та її дружбу з дивним, диким хлопчиком Калібаном.

### Художня література
- Серія «Всесвіт Кушіеля».
  - Серія «Спадщина Кушіеля».
    - Серія трилогії Федра
      - 1 Стріла Кушіеля (червень 2001)
      - 2 Обранець Кушіеля (квітень 2002)
      - 3 Аватар Кушіеля (квітень 2003)
      - Земля народжена (квітень 2003) обмежене видання супровідної книги

    - Слуга Кассіеля (серпень 2023)
    - Серія трилогії Імріель
      - 1 Нащадок Кушіеля (червень 2006)
      - 2 Справедливість Кушіеля (червень 2007)
      - 3 Милосердя Кушіеля (червень 2008)

  - Серія трилогії Муарен
    - 1 Поцілунок Наами (червень 2009)
    - 2 Прокляття Наами (червень 2010)
    - 3 Благословення Наами (червень 2011)
- Серія «Розкол»
  - 1 Погибель (листопад 2004)
  - 2 Боговбивця(серпень 2005)
- Серія Санта Олівія
  - 1 Санта-Олівія (травень 2009)
  - 2 Святі Страй (жовтень 2011)
- Серія Агент Хель
  - 1 Темні течії (жовтень 2012)
  - 2 Autumn Bones (жовтень 2013)
  - 3 Отруйний плід (жовтень 2014)
- Міранда і Калібан (лютий 2017)
- Беззірковий (червень 2018)

#### Оповідання
- «Сто омовінь» у книзі A Fantasy Medley 3 (2015), за редакцією Янні Кузня
- «Мученик троянд» у Розкутий (2013), за редакцією Шона Спікмена
- «Ти і Ти один» у «Пісні кохання та смерті» (2010), за редакцією Джорджа Мартіна та Гарднера Дозоа
- «Справа занепалих ангелів» в Elemental: Антологія допомоги жертвам цунамі (2006), за редакцією Стівена Севіла та Алетеї Контіс
- «Острів жінок» у Смарагдова магія: великі казки ірландського фентезі (2004), за редакцією преподобного Ендрю Грілі
- «Ніч джазу» в I-94: Збірка письменників південно-західного Мічигану (1997), за редакцією Бретта Ван Ернста

#### Архівовані онлайн оповідання
- «The Peacock Boy», у The Scroll (випуск 4, 1995), за редакцією Тома О'Коннора;
- « Актеон» у Сувої (випуск 6, 1995)
- «The Antedivulians», «В'язні ночі» № 9 (1995)
- "In the City " у Quanta (1995), за редакцією Даніеля К. Аппелквіста;
- «Bludemagick», в InterText (випуск № 26, липень–серпень 1995), за редакцією Джейсона Снелла;
- «Що пролилося кров'ю крізь стіну» в «Кліці надгробного жука» (1996)

### Нон-фікшн
- Ангели: Небесні духи в легендах і мистецтві (1997)

## Нагороди
- 2002 — Премія «Локус» за найкращий дебютний роман за книгу «Стріла Кушіеля»[10];
- 2001 — Премія «Вибір рецензентів Romantic Times», найкращий фентезійний роман за «Стріла Кушіеля»;
- Barnes & Noble: десятка найкращих наукової фантастики та фентезі 2001 року за книгу Стріла Кушіеля;
- Редактори Amazon.com, десятка найкращих фентезі 2001 року за книгу Стріла Кушіеля;
- 2002 — лауреатка Премії «Локус» за найкращий фентезійний роман (XXI століття) за книгу Стріла Кушіеля;
- 2003 — лауреатка Премії «Локус» за найкращий фентезійний роман (XXI століття) за книгу Обраний Кушіель;
- Редактори Amazon.com: десятка найкращих фентезі 2003 року за Аватар Кушіеля;